# Astragalus satoi
Astragalus satoi är en ärtväxtart som beskrevs av Masao Kitagawa. Astragalus satoi ingår i släktet vedlar, och familjen ärtväxter. Inga underarter finns listade i Catalogue of Life.